# Hypoxie (Medizin)
Hypoxie oder Sauerstoffmangel (auch Hypoxidose, älter Hypoxydose) bezeichnet eine den ganzen Körper eines Lebewesens oder Teile davon betreffende Mangelversorgung mit Sauerstoff. Die arterielle Hypoxie ist als verminderter Sauerstoff-Partialdruck im arteriellen Blut definiert; sie kann am einfachsten indirekt über eine verminderte Sauerstoffsättigung gemessen werden und zeigt sich klinisch als zentrale Zyanose. Das Produkt von Sauerstoffsättigung, Hämoglobin-Konzentration und einer Konstanten (der Hüfner-Zahl) ergibt den Sauerstoffgehalt des Blutes; ein erniedrigter Sauerstoffgehalt wird als Hypoxämie bezeichnet. Trotz dieser Unterscheidung werden die beiden Begriffe häufig auch synonym verwendet. Das vollständige Fehlen von Sauerstoff wird als Anoxie bezeichnet.
Die physiologische Antwort auf hypoxische Bedingungen im Gewebe werden durch die Aktivierung der Hypoxie-induzierten Faktoren (HIF) koordiniert. Der Transkriptionsfaktor HIF-1 wird durch hypoxische Bedingungen stabilisiert, und in der Folge mehrere Gene hochreguliert, um das Überleben unter sauerstoffarmen Bedingungen zu fördern. Dazu gehören Glykolyseenzyme, die eine sauerstoffunabhängige ATP-Synthese ermöglichen, und der Vascular Endothelial Growth Factor (VEGF), der die Angiogenese fördert. HIF-1 wirkt durch Bindung an Hypoxia-responsive Elemente (HREs) in Promotoren. Für die Entdeckung, wie Sauerstoffmangel physiologische und zelluläre Prozesse beeinflusst, haben die Forscher William G. Kaelin, Peter J. Ratcliffe und Gregg L. Semenza den Nobelpreis für Physiologie oder Medizin 2019 erhalten.

## Symptome
Betroffene Menschen zeigen u. a. eine graue oder bläuliche (zyanotische) Hautfarbe, livide Lippen, es kommt zu Bewusstseinstrübungen oder -veränderungen bis hin zu Ohnmacht, Atemnot und Muskelschwäche. Bei chronischer Hypoxie können sich Trommelschlägelfinger und Uhrglasnägel entwickeln.

## Normwerte
Der normale Wert des arteriellen Sauerstoff-Partialdrucks paO2 ist altersabhängig und errechnet sich nach der Formel:
paO2 = 102 − (Lebensalter in Jahren · 0,33) mmHg
Ein gesunder 20-jähriger hat somit einen paO2 in Höhe von 95 mmHg, während dieser Wert bei einem gesunden 60-jährigen etwa bei 82 mmHg liegen sollte.
Der Sauerstoffpartialdruck im Blut nimmt von den Arterien über die kapillaren Blutgefäße zu den Zielzellen im Gewebe deutlich ab. Findet man in den Lungenvenen und den Arterien des Körperkreislaufes einen paO2 von 80–100 mmHg (s. o.), so verringert er sich in den Arteriolen bereits auf ca. 40–60 mmHg und liegt in den Verbrauchsorganellen der Zellen, den Mitochondrien, nur noch zwischen 4 und 20 mmHg.

## Ursachen
Als Ursachen kommen insbesondere Gefäßverengungen, respiratorische oder pulmonale Erkrankungen (Lungenerkrankungen), partiell oder komplett abgeschnittene Versorgung von Organen durch Herzinsuffizienz, Thrombose(n), Embolie(n), Schlafapnoe, oder andere Faktoren oder Krankheiten, die die Sauerstoffzufuhr behindern, in Frage – wie Reaktion auf Höhenluft, Sauerstoffverwertungsstörung in Zellen, Asphyxie (exogene Sauerstoffmangelzustände), Anämie insbesondere durch zu geringe Sauerstoffbindung an rote Blutkörperchen usw.
Je nach Ursache unterscheidet man:
- Arterielle Hypoxie durch
  - Erkrankungen der Lungenbelüftung, z. B. COPD, Asthma bronchiale und Atemstillstand.
  - Erkrankungen des Gasaustausches in der Lunge, z. B. Lungenödem, Lungenembolie.
  - verringerten Sauerstoffpartialdruck in der Atemluft
    - Hypobare Hypoxie: Der Anteil an Sauerstoff in der Atemluft entspricht mit 20 % dem in der Atmosphäre der Erde auf Meereshöhe üblichen Wert. Jedoch ist der Luftdruck deutlich niedriger. Dadurch ist der Partialdruck des Sauerstoffs in der Atemluft um den gleichen Faktor geringer. Eine Verminderung des Partialdrucks um einen medizinisch relevanten Wert tritt auf hohen Bergen auf. Sie ist der Grund für die zeitlich begrenzte Aufenthaltsdauer in der Todeszone oberhalb von 7000 m. In hoch fliegenden Flugzeugen ohne Druckkabine wird aus diesem Grund Sauerstoff zur Anreicherung der Atemluft mitgeführt.[6]
    - Normobare Hypoxie: Der Sauerstoffanteil wird bei unverändertem Luftdruck verringert, z. B. durch Zufuhr von Stickstoff, Lachgas (vgl. Diffusionshypoxie) oder Kohlendioxid, der Sauerstoffpartialdruck sinkt.
- Gewebehypoxie durch verstärke Ausschöpfung des Sauerstoffgehalts
  - Anämie: Ein Mangel des Sauerstoffträgers Hämoglobin im Blut bewirkt unabhängig vom arterielle Sauerstoff-Partialdruck einen verringerten Sauerstoffgehalt.
  - unzureichende Blutversorgung bei
    - Kreislaufversagen, siehe Schock.
    - Ischämie: Gefäßbedingte Einschränkung der Organdurchblutung; der Sauerstoff erreicht sein Ziel nicht. Ursachen können (atherosklerotische) Verengungen oder (thrombotische) Verlegungen (z. B. Herzinfarkt, Schlaganfall) größerer zuführender Gefäße (Makroangiopathie) oder Schädigung im Bereich der kleinen Arteriolen, Venolen oder Kapillaren (Mikroangiopathie) sein. Wenn der Körper zur Minimierung von Wärmeverlusten die Durchblutung der Akren durch regulierte Gefäßverengung mindert, kann auch beim Gesunden eine Gewebehypoxie (beispielsweise als blaue Lippen) beobachtet werden.
- Histotoxische Hypoxie, auch zytotoxische Hypoxie: Die Zellen können den Sauerstoff nicht verwerten und es kommt zu einem nichtasphyktischen (ohne Asphyxie einhergehenden), durch Störungen des Gaswechsels im Körperinneren verursachten, Sauerstoffmangel[7] (beispielsweise durch Blockierung zellulärer Enzyme wie bei der Zyankali-Vergiftung, durch Überkonsum an Alkohol, Schlafmitteln oder Anti-Brechmitteln).

Ursachen für Hypoxie beim Säugling
Bei Säuglingen können äußere Einflüsse eine Hypoxie auslösen. Gesundheitliche Einflüsse sind zumeist auf eine Unterentwicklung des Organapparates zurückzuführen. Gefährdet sind Neugeborene mit Herzproblemen, Durchblutungsstörungen, Mangel an roten Blutkörperchen, krankhaften Querverbindungen der Blutbahnen in der Lunge oder mit einem nicht ausgereiften Atmungssystem. Bei Frühgeborenen treten diese Ursachen aufgrund der geringeren Reife häufiger auf als bei reifgeborenen Babys.

## Pathophysiologie

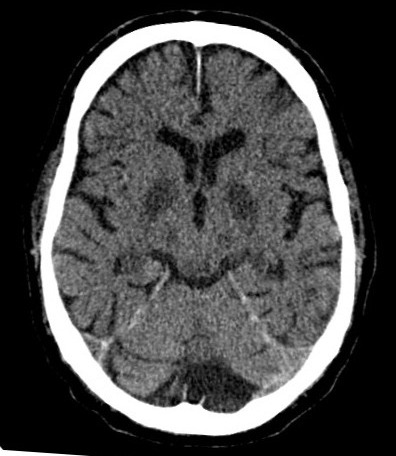
Computertomographie nach generalisierter Hypoxie des Gehirns

### Zerebrale Hypoxie
Im Gehirn sind bei Hypoxie bestimmte Bereiche besonders betroffen, die Nervenzellschäden treten in diesen Regionen zuerst auf. Dazu gehören die Purkinje-Zellen des Kleinhirns und der CA1-Bereich des Ammonshornes. Die Zellen reagieren auf die äußeren Einflüsse mit der Aktivierung sogenannter Hitzeschockproteine. Diese und weitere Produkte aus der c-Fos- und c-Jun-Proteinfamilie ändern bestimmte Zellfunktionen, die das Überleben oder das kontrollierte Absterben der Zellen regulieren sollen.
Morphologisch beobachtet man in geschädigten Bereichen des Gehirns Nekrosen, Schrumpfungen des Hirnmantels und vor allem einen selektiven Untergang der Neuronen. Letztere schrumpfen zu einem charakteristischen Dreieck mit homogenem Aussehen zusammen und können von Pathologen unter dem Mikroskop diagnostiziert werden.
Wenn Säuglinge und Kleinkinder nach einer zerebralen Hypoxie mit reinem Sauerstoff beatmet werden, könnte das laut einer Studie die Hirnschäden noch vergrößern. Zu einer zerebralen Hypoxie kann es etwa bei der Geburt oder durch Beinahe-Ertrinken kommen. Hinweise für die Vermutung, dass reiner Sauerstoff die Hirnschäden nur verschlimmert, ergaben Versuche mit Mäusen: Sie erhielten nach einer Hypoxie für 30 Minuten 100-prozentigen Sauerstoff. Im Vergleich zu Tieren, die normale Luft geatmet hatten, war die Myelinbildung stärker gestört, und sie hatten mehr motorische Defizite, ähnlich denen einer Zerebralparese. Außerdem kam es bei den Tieren zur Anhäufung von hoch reaktiven Sauerstoffverbindungen wie Nitrotyrosin, und eine Population von unreifen Gliazellen im Cortex ging zugrunde. Durch Zugabe eines Antioxidans ließ sich das vermeiden. Nach der Studienhypothese könnten die Myelinschäden in der weißen Hirnsubstanz durch oxidativen Stress zustande kommen.
Bereits eine 3 Minuten andauernde Hypoxie kann zu einer irreversiblen Schädigung der Gehirnzellen führen. Ab einem paO2 von 70 mmHg konzentriert sich der Körper auf die Versorgung lebenswichtiger Organe mit Sauerstoff, vorrangig auf das Gehirn. Dieser Kompensationszustand bricht ab einem paO2 von 50 mmHg zusammen: Die Herzfrequenz fällt ab (Bradykardie) und der Blutdruck nimmt ab (Hypotonie). Ein paO2 ab 30 mmHg wird als letale Schwelle angesehen.

### Hypoxie im Bereich der unteren Extremitäten (Füße und Unterschenkel)
Weil die Zuckerkrankheit (Diabetes mellitus) die Blutgefäße schädigt, resultiert häufig eine Durchblutungsstörung der unteren Extremitäten. Ein häufiges Krankheitsbild ist deshalb das diabetische Fußsyndrom mit chronischen Wunden aufgrund der geringen Sauerstoffversorgung der Beine. Überaus häufig sind auch schlecht heilende Unterschenkelgeschwüre (Ulcus cruris, „offenes Bein“, geschätzt etwa 1,5 Millionen Betroffene in Deutschland) aufgrund venöser Stase oder (seltener) arterieller Durchblutungsstörungen.
Zur Abschätzung des Sauerstoffgehaltes einer Haut mit chronischen Wunden wird häufig der transkutane Sauerstoffpartialdruck (tcPO2) bestimmt. Er wird aus der Menge des Sauerstoffs ermittelt, die durch die Haut nach außen diffundiert, und lässt sich nicht-invasiv bestimmen. An jeder Stelle der Haut ist der tcPO2 eine Funktion von lokal und systemisch wirksamen Faktoren. So spielt die allgemeine Sauerstoffversorgung ebenso eine Rolle wie die lokalen metabolischen Zustände der Haut und der darunter liegenden Gewebe sowie die Diffusionsfähigkeit des Sauerstoffs durch die Haut.
In gesunder Haut findet man zumeist einen transkutanen Sauerstoffpartialdruck, der über 40 mmHg liegt. Im Falle von chronischen Wunden, die aufgrund einer Sauerstoffunterversorgung bei einer chronisch venösen Insuffizienz (CVI) oder im Rahmen eines Diabetes mellitus entstanden sind, liegen die periulzeral gemessenen transkutanen Sauerstoffpartialdrücke deutlich unter 40 mmHg und können, je nach Krankheitsgrad, bis auf 0 mmHg absinken.
Für die reparativen Prozesse der Wundheilung werden aber Partialdrücke von über 35 mmHg als notwendig beschrieben. Insbesondere für die Synthese von Kollagenen ist aufgrund des hohen Sauerstoffbedarfes der beteiligten Enzyme ein Sauerstoffpartialdruck von etwa 50–100 mmHg notwendig.

## Therapieansätze bei der Wundbehandlung
Basis jeder Behandlung einer chronischen Wunde ist, wie auch in den relevanten klinischen Leitlinien beschrieben, die jeweilige kausale Behandlung der zugrunde liegenden Erkrankung (z. B. der Zuckerkrankheit oder eines Blutgefäßverschlusses) oder zumindest die Kompensation der ursächlichen Faktoren (z. B. Entstauung des Gewebes bei venöser Insuffizienz), sowie eine feuchte, phasenadaptierte lokale Wundbehandlung.
Noch wenig etabliert sind dagegen Ansätze, die direkt auf eine Verbesserung des Sauerstoffgehaltes in der Wunde abzielen. Die systemische hyperbare Sauerstoffzufuhr (hyperbare Oxygenierung: HBO), deren Wirksamkeit beim diabetischen Fußsyndrom gezeigt wurde, konnte sich bislang in einer breiten klinischen Anwendung nicht etablieren. Daneben wurden Therapien mittels topischer Emulsionen oder Sprays zur topischen Verwendung entwickelt, die entweder Sauerstoff beinhalten, direkt freisetzen oder aber als Sauerstoffträger den atmosphärischen Sauerstoff an den Wundgrund bringen, die zu einer verbesserten Wundregeneration beitragen können. So konnte in verschiedenen Studien und Heilversuchen gezeigt werden, dass die lokale Bereitstellung von zusätzlichem Sauerstoff, z. B. über ein Spray mit Hämoglobin als Sauerstoffträger, die Wundregeneration fördert und zu einer Abheilung langjährig existierender Wunden führen kann. Topische Peroxidformulierungen können durch spontane oder enzymatische Reaktionen Sauerstoff freisetzen. Sie werden aber aufgrund ihrer antibakteriellen Wirkung mit lokaler Zytotoxizität primär in der Wundreinigung eingesetzt. Sauerstoffgesättigte topische Emulsionen in Kombination mit synthetischen Sauerstoffträgern, wie Perfluorcarbon lassen bislang nur begrenzte Einsatzmöglichkeiten bei akuten Behandlungen erkennen.